# La grande menzogna (film 1941)
La grande menzogna (The Great Lie) è un film del 1941, diretto da Edmund Goulding.

## Trama
Pete, un aviatore, ha sposato la capricciosa pianista Sandra. Quando lui scopre che il matrimonio non è valido sposa una sua vecchia fiamma, Marta. Quando l'uomo viene creduto morto a causa di un incidente di volo, Marta si fa cedere da Sandra il figlio di cui è incinta per conservare il ricordo del marito. Ma Pete riappare, e Marta afferma che quello è il suo vero figlio; nonostante la bugia, lui la preferisce a Sandra entrata nuovamente in gioco.

## Produzione
Il film fu prodotto dalla Warner Bros. Venne girato in California; per gli interni, ai Warner Brothers Burbank Studios al 4000 di Warner Boulevard, a Burbank, e per gli esterni, nel Mojave Desert, Victorville e al Warner Ranch a Calabasas.

## Distribuzione
Il film fu distribuito dalla Warner Bros.

### Riconoscimenti
- 1942 - Premio Oscar
  - Miglior attrice non protagonista a Mary Astor